# 国际社会主义运动 (苏格兰)
国际社会主义运动（英語：International Socialist Movement，缩写为ISM）是苏格兰社会党内部原有的一个托洛茨基主义派别。该派别成立于2001年5月9日，由工人国际委员会苏格兰支部苏格兰战斗劳工改组而成。2002年，该派别通过决议，脱离工人国际委员会，这导致反对这一决定的成员另行组建了国际社会主义者。2006年3月，该派别解散。该派别与其它社会主义流派也建立了密切联系，包括第四国际。原第四国际英国支部国际社会主义团体在苏格兰的成员也加入了该派别。该派别曾获得第四国际的常驻观察员资格。